# محمد راشد داود العوهلي
محمد راشد داود العوهلي (مواليد 18 يناير 1977) مواطن بريطاني-سعودي وأحد أعضاء تنظيم القاعدة الأربعة الذين حُكم عليهم بالسجن المؤبد في عام 2001 دون الإفراج المشروط، لضلوعهم في تفجير سفارات الولايات المتحدة 1998. أما الآخرون فهم محمد عودة وخلفان خميس محمد ووديع الحاج.
وُلد العوهلي لعائلة ثرية، التحق بمعسكر خلدن التدريبي في عام 1996. سافر إلى كينيا بجواز سفر مزور باسم خالد سالم صالح بن راشد، ادعى لاحقًا أنه تم توفيره من قبل "بلال"، وهو اسم مستعار لعبد الرحيم النشيري.
أثناء تفجير نيروبي، جلس في البداية في مقعد الركاب في سيارة تويوتا داينا، وألقى قنبلة يدوية على حرس السفارة، قبيل لحظات من مغادرته الشاحنة قبل انفجارها. قدم أسامة بن لادن في وقت لاحق تفسيرا بأنه كان يعتزم القفز وإطلاق النار على الحراس لتمهيد الطريق للشاحنة، لكنه ترك مسدسه في الشاحنة ثم هرب بعد ذلك.